# Libre para amarte
Libre para amarte es una telenovela mexicana producida por Emilio Larrosa para Televisa, adaptación de la serie colombiana de 2011, Los canarios, bajo licencia de la empresa televisiva colombiana, Caracol Televisión.
Protagonizada por Gloria Trevi, Gabriel Soto y Eduardo Santamarina; y con las participaciones antagónicas de Luz Elena González y Harry Geithner. Cuenta con las actuaciones estelares de Consuelo Duval, Jesús Ochoa y las primeras actrices Jacqueline Andere y Norma Lazareno; además del debut de Lenny de la Rosa.

## Reparto
- Gloria Trevi - Aurora Valencia Flores
- Gabriel Soto - Enrique Del Pino
- Eduardo Santamarina - Ramón Sotomayor Lascurain
- Luz Elena González - Romina Montenegro Pérez
- Harry Geithner - Diego Jiménez
- Jesús Ochoa - Zacarías Del Pino
- Consuelo Duval - Adela Díaz Granados
- Jorge Muñiz - Benjamín Hernández Alpuche
- Claudia Troyo - Olivia Garza León
- Lenny de la Rosa - Gerardo "El Gallo" Jiménez
- Pierre Angelo - Alfonso "Poncho" Sandoval
- Lalo "El Mimo" - Luis Redón "Louie"
- Gabriela Carrillo - Miriam Medina
- Eric Prats - "Pivi"
- Jacqueline Andere - Amelia Lascuráin Vda. de Sotomayor
- Luis Bayardo - Virgilio Valencia
- Miranda Cid - Blanquita Valencia
- Arturo Vázquez - Renato
- Ana Bekoa - Sol
- Georgina Holguín - Pilar
- Marcus Ornellas - Lucas
- Ricardo Guerra - Gustavo
- Norma Lazareno - María Teresa Lascurain
- Mario Sauret - Comandante Rodríguez
- Eduardo de la Garza - Sebastián
- Natalia Guerrero - Gina Aristizábal
- Helena Guerrero - Florencia
- Joana Benedek
- Silvia Valdéz
- Irina Areu
- Humberto Elizondo - Tiburcio
- Víctor Noriega - Peter Ornelas
- Mónika Sánchez - Zamira
- Salvador Zerboni - Norberto
- Mario Casillas - El Señor del Maletín
- Marisol Santacruz - Alicia Palacio Robles
- Mario Iván Martínez - El Hombre del Clavel
- Lupillo Rivera - Él mismo
- Julio Camejo

## Versiones
- Libre para amarte es una adaptación de Los canarios, producción de Caracol Televisión, protagonizada por Alina Lozano y Luis Eduardo Arango.

## Premios y nominaciones

### Premios TVyNovelas 2014
| Categoría          | Persona     | Resultado |
| ------------------ | ----------- | --------- |
| Mejor primer actor | Jesús Ochoa | Ganador   |

### Premios Bravo2014
| Categoría                  | Persona             | Resultado |
| -------------------------- | ------------------- | --------- |
| Mejor actor protagónico    | Eduardo Santamarina | Ganador   |
| Mejor revelación masculina | Lenny de la Rosa    | Ganador   |